# Kanton Saint-Malo-de-la-Lande
Kanton Saint-Malo-de-la-Lande (francouzsky Canton de Saint-Malo-de-la-Lande) byl francouzský kanton v departementu Manche v regionu Dolní Normandie. Tvořilo ho 13 obcí. Zrušen byl po reformě kantonů 2014.

## Obce kantonu
- Agon-Coutainville
- Ancteville
- Blainville-sur-Mer
- Boisroger
- Brainville
- Gouville-sur-Mer
- Gratot
- Heugueville-sur-Sienne
- Montsurvent
- Saint-Malo-de-la-Lande
- Servigny
- Tourville-sur-Sienne
- La Vendelée